# Тиверск
Ти́верское городи́ще (Тиверский городок, Тиверск, фин. Tiurinlinna) — остатки древнего укреплённого поселения карелов и новгородцев. Расположено примерно в 4 км южнее посёлка Васильево (Приозерского района Ленинградской области).

## Происхождение названия
Как свидетельствуют летописи и другие исторические документы, в XIV—XV веках существовал именно «Тиверский городок». Название «Тиверск» начинает встречаться в источниках лишь с XIX века.
Изначальное карельское название городища — Тиури, Тиурин-линна (от карел. tiuri, tiveri — водопад, перекат и карел. linna — город).

## История
По мнению ряда исследователей, изначально карельское городище Тиурин-линна возникло на острове Тиури посреди Вуоксы вблизи Тиверских порогов не позднее IX века. Поселение являлось столицей карельской родовой группировки тиврульцев — одного из так называемых «пяти родов карельских детей», затем столицей удельного Тиверского княжества. На месте городища найдены вещи, относящиеся к доновгородскому периоду в истории острова: западноевропейская монета XI века, поясные крючки, обломки браслетов, бубенчик, бусины, топор, датирующиеся X — началом XII веков.
Существует противоположное мнение, согласно которому данных о существовании Тиверского городка ранее XIV века нет, и его основание относится к самому началу XIV века либо к концу XIII века. Первое упоминание Тиверского городка встречается в «Списке русских городов дальних и ближних», составленном, по мнению историков, в конце XIV века: «А се Залескии: ..Ладога камен. Орешек. Корельскыи. Тиверьскии..» Не исключено, что обжитый на рубеже X–XI веков остров был впоследствии покинут, а в XIV веке, в обстановке шведской военной угрозы, заселён вновь.
В XIII–XIV веках Тиверский городок представлял собою одну из лучших крепостей в регионе, стратегическая цель которой заключалась в том, чтобы задержать врага на подступах к крепости Корела. Фактически крепость контролировала водный путь между Выборгом и Корелой. Шведы в первый раз уничтожили его, вероятно, в 1295 году, когда шли походом на Корелу (Кякисалми).
В 1323 году вблизи Тиверского городка прошла установленная Ореховским мирным договором граница между Новгородом и Швецией. Один из пунктов договора запрещал шведам и новгородцам строительство крепостей по обе стороны границы. Данный факт свидетельствует в пользу того, что Тиверский городок как укреплённая крепость возник до 1323 года. С другой стороны, сооружение вблизи границы крепости как дополнительной преграды на пути к племенному центру Кореле могло быть ответной акцией на возросшую активность шведов, выразившуюся, в частности, в строительстве в 1293 году Выборга. Исходя из этих дат можно предположить, что сооружение Тиверского городка произошло между 1293 и 1323 годами.
Приблизительно в 1330-х годах, во времена новгородского воеводы Валиты Корелянина, (возможно, имелся в виду просто карельский валит того времени)городище было окружено валом и в большей части — каменной стеной двухметровой высоты, сложенной насухо из больших валунов. По верху стен в древности шёл деревянный, высотой также около двух метров бруствер — боевое укрытие для защиты воинов от неприятельского огня и удобства стрельбы.
Тиверский городок пережил эпоху расцвета в XIV веке. Город, по предположению учёных, являлся оплотом языческой оппозиции, это был опорный пункт карельской племенной верхушки, недовольной тем, что власть уходила у неё из рук. Здесь наверняка находились и православный храм (что официально требовалось для торгово-ремесленного города Корельской земли), и заповедные жертвенные камни.
Согласно Никоновской летописи, в 1404 году Тиверский городок вместе с 13 другими селениями был отдан в кормление смоленскому князю Юрию Святославичу после того, как Смоленск был захвачен литовским князем Витовтом.
В 1411 году шведы при очередном набеге на Новгородскую землю разрушили Тиверский городок, новгородский князь Лугвень (в крещении Симеон, из династии Гедиминовичей) в том же году отбил город обратно, после чего новгородские власти решили его не восстанавливать. Его укрепления уже не могли бы противостоять сильному противнику, вооружённому арбалетами и огнестрельным оружием.
Намного позже, вследствие сильного падения уровня воды в старом русле реки Вуоксы (после проведенных в 1857 году взрывных работ на Кивиниемском перешейке), остров Тиури соединился с материком, а на месте восточного рукава реки образовалось сухое каменистое ложе.
Поперёк городища была проложена почтовая дорога, а в стенах сделан пролом. Через западный рукав были сооружены два моста, опирающиеся на выступавший из воды гранитный гребень, и поставлена мельница, от которой сейчас остался только фундамент. Мельница прекратила работу после нового обмеления русла Вуоксы в 1857 году в результате взрывных работ в Лосевской протоке. До сих пор на некоторых камнях в протоке заметны две белые полоски — показатели уровня воды в 1818 и 1857 годах.
Впервые Тиверское городище описал известный ученый-филолог Я. К. Грот в 1847 году. В 1890 году были произведены археологические раскопки и составлен план и описание городища. На территории городища был найден клад, в котором среди различных предметов оказались две арабские монеты X века.

## Жертвенные камни

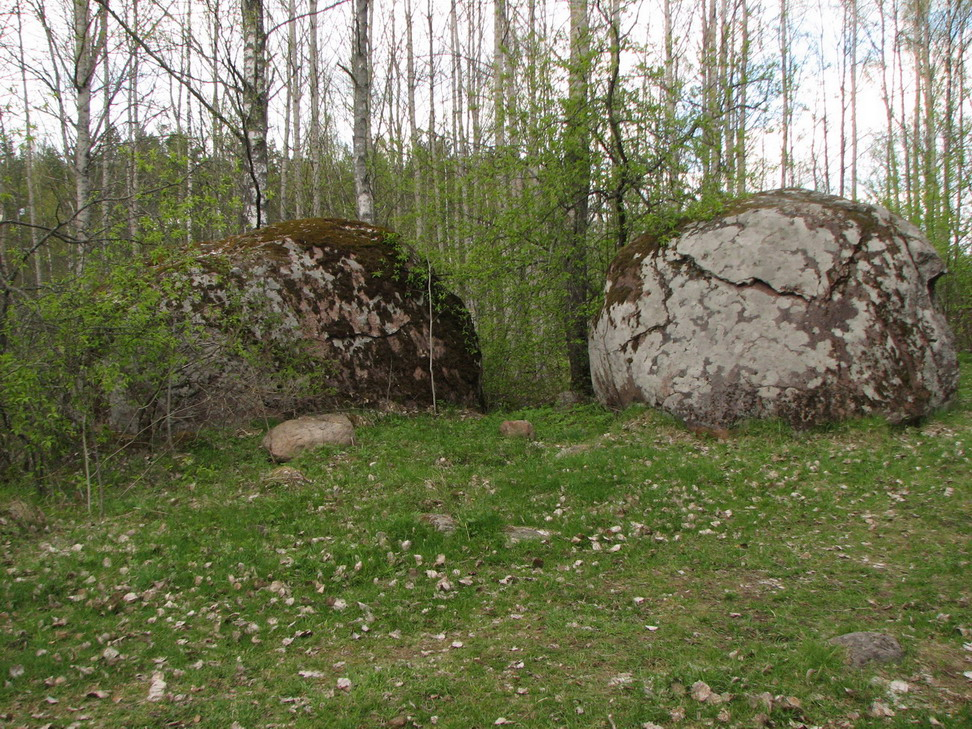
Жертвенные камни

В северо-восточной части Тиверского городища располагаются несколько крупных валунов высотой от полутора до двух с половиной метров. На западной стороне одного из камней выбит небольшой равносторонний крест, заключённый в окружность диаметром около 10 см.
По поводу значения валунов для прежних жителей и появления креста существует несколько предположений.
Наиболее общепринятой считается версия о мистическом значении камней для проживавших здесь карел. В результате археологических исследований на Карельском перешейке учёными было обнаружено большое количество священных (жертвенных) камней вблизи бывших карельских поселений. Тиверский городок в IX–XIII веках являлся центральным поселением карельского племени тиврульцев, поэтому можно предположить, что у жителей Тиверского городка имелось своё священное место, непременным атрибутом которых у карел являлись жертвенные камни.
По поводу происхождения отметки в форме креста также нет единого мнения. Подобными знаками помечали выдающиеся из-под земли гранитные глыбы и большие камни в XIV–XVI веках в двух случаях. Во-первых, при маркировке (обозначении) государственных границ. Во-вторых, при освящении бывших языческих капищ. Однако следует заметить, что граница со Швецией, установленная Ореховским мирным договором, проходила не в этом месте, а несколько западнее.
В пользу версии об освящении капища свидетельствует факт, что известный иеромонах Илия из Новгородского Архиерейского дома дважды в 1530-х годах приезжал в Корельский уезд, чтобы «разорять и истреблять скверные мольбища». Ему в помощь архиепископ Новгородский Макарий давал отряд служилых людей. Не исключено, что тиверский камень был освящён по православному обряду весной 1534 года, когда отец Илия прибыл на Карельский перешеек с миссионерско-ревизионной целью.
Существует версия, предполагающая, что крест на камне был высечен ранее, однако поскольку ещё в XIV веке Тиверский городок являлся одним из значимых населённых пунктов для карел-язычников, то следует предположить, что освящение камней произошло уже после разрушения городка, то есть после 1411 года.
Вероятно, окрестные карелы продолжали приходить на святые для них места поклоняться прежним языческим идолам, что и вызвало недовольство церкви и последующее освящение камней.

## В наши дни

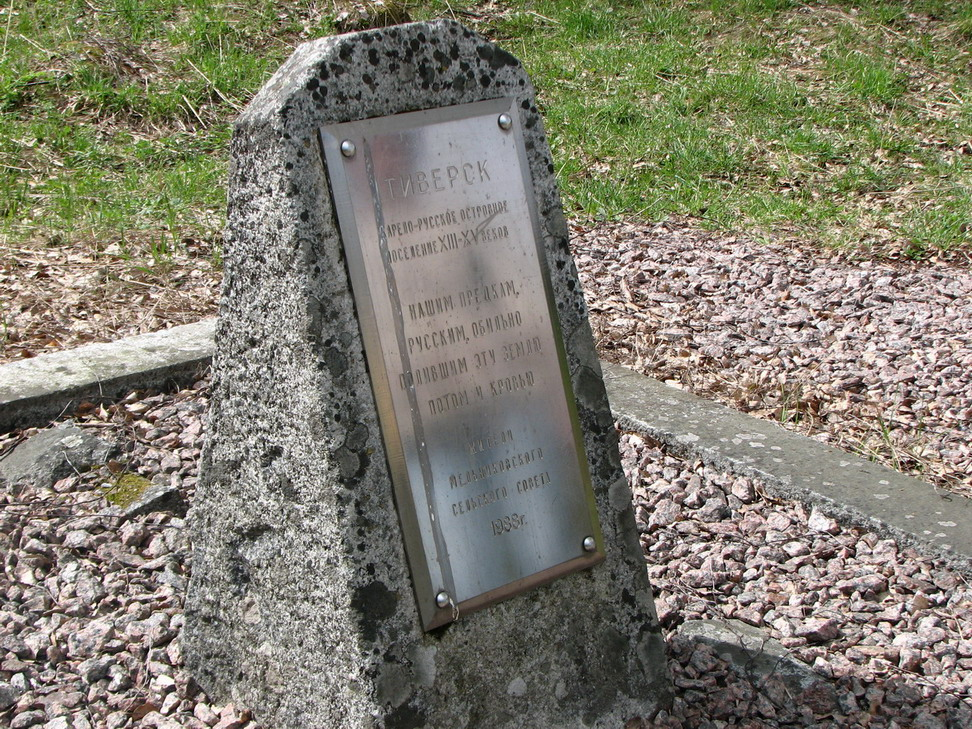
Памятный знак

В настоящее время топографические условия изменились: восточная протока Вуоксы высохла, обнажив каменную гряду, через западную перекинут мост. Дорога Мельниково — Громово, проходящая через городище, соединяет посёлок Мельниково с основной магистралью Приозерск — Санкт-Петербург.
В межень Вуокса в этом месте пересыхает, и отсюда начинаются так называемые Тиверские волоки: первый — от моста по левому (по ходу) берегу 130 метров, второй и третий — по пересохшему руслу 50—80 метров и четвёртый — 100 метров по тропе. Все волоки хорошо видны, так как по ним проходят многочисленные байдарочные группы.
Длина городища внутри валов с севера на юг составляет 225 м, ширина — от 45 до 60 м. Вал у своего основания имеет ширину от 4 до 5 м; его высота с внутренней стороны каменной кладки достигает 0,8 м, с внешней стороны — 1,7 м. Лучше всего сохранился вал в южной части, где он достигал максимальной высоты и ширины. Площадь городища примерно равняется 1 га.
В связи со строительством домов и погреба в XIX веке целостность стен в юго-западной части памятника нарушена, о них напоминают лишь беспорядочные развалы камней. Значительная часть археологического памятника была уничтожена во второй половине XX века во время строительства в этой местности автодороги Громово — Мельниково.
В 1988 году по инициативе председателя Мельниковского сельского совета Свинарева Ю.П. на территории Тиверского городища, вблизи автотрассы, был установлен памятный знак. Надпись на нём гласит: «Нашим предкам, русским, обильно полившим эту землю потом и кровью».
В 100 м к северу от моста и памятного знака на противоположном от городища берегу (бывшего западного протока) Вуоксы находится группа мегалитов с характерными стесанными гранями, крупнейший 8×8×6 м , один мегалит расположен на стороне городища.
Мегалиты городища выделяет нехарактерный для местности Природа Карельского перешейка большой размер и расположение.Вместе они образуют подобие ворот бывшего судоходного протока, возвышаясь над ним на 10 метров. На фото камень под мегалитом со следами сверления буром.
Учитывая стратегическое расположение Тиверского городища на единственном сухопутном пересечении Вуоксы, - логично ожидать, что поверх мегалитов ранее имелось оборонительное сооружение. Однако археологические финские экспедиции не описали территорию западнее крепостных стен, примыкающей к дороге в сторону Швеции, указав о наличии посада (севернее). Сейчас там на удалении 5-10 м от берега в валуны вделаны металлические кольца для лодок. Местность непосредственно вокруг переправы через Вуоксу изменена при реконструкции шоссе в 1970-х. Сохранились оборонительные сооружения времен Великой Отечественной вдоль шоссе.

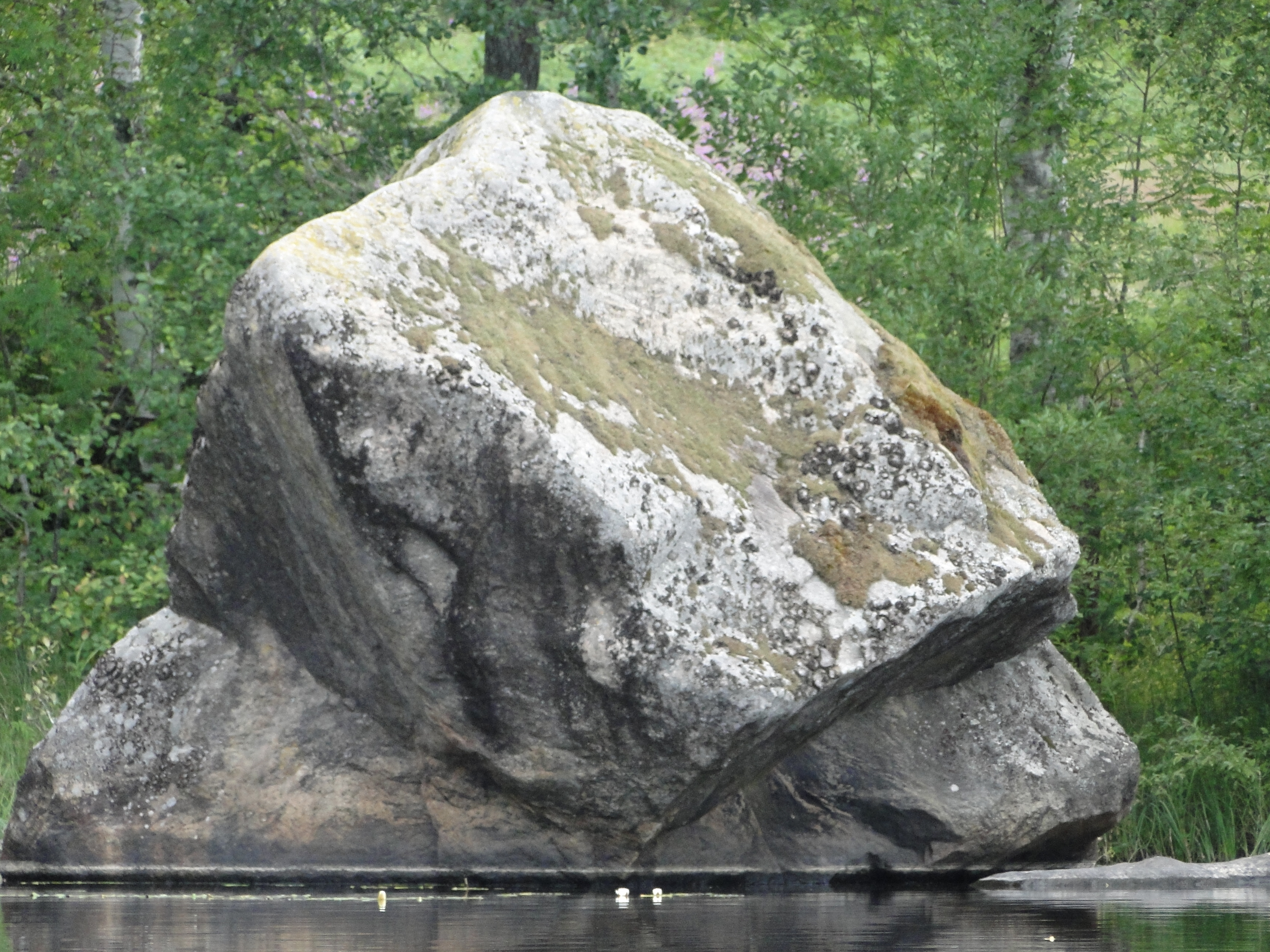
Камень в реке Вуокса напротив Тиверского городища, имеющий отметки уровня воды в 1800-х годах (2 белые полоски выше нынешнего уровня на 1,5 метра).

Непосредственно в воде расположен только один мегалит сопоставимого размера и формы, имеющий отметки уровня воды в 1800-х годах (2 белые полоски выше нынешнего уровня на 1,5 метра). В верхней части углубления для крепления настила причала. Камень находится в бухте перед сужением фарватера и уменьшением глубины. Непосредственно за ним на берегу ровное поле со следами построек (2016- отдано под частную застройку).
Новое звучание получает народное предание о постройке Кякисалми, по которому основной город планировался у порогов Тиури (Тиуринлинна — крепости на месте Тиверского городища) — но построенный за один день и разрушенный за одну ночь духами был перенесен на место теперешнего Приозерска (крепости Корелы).

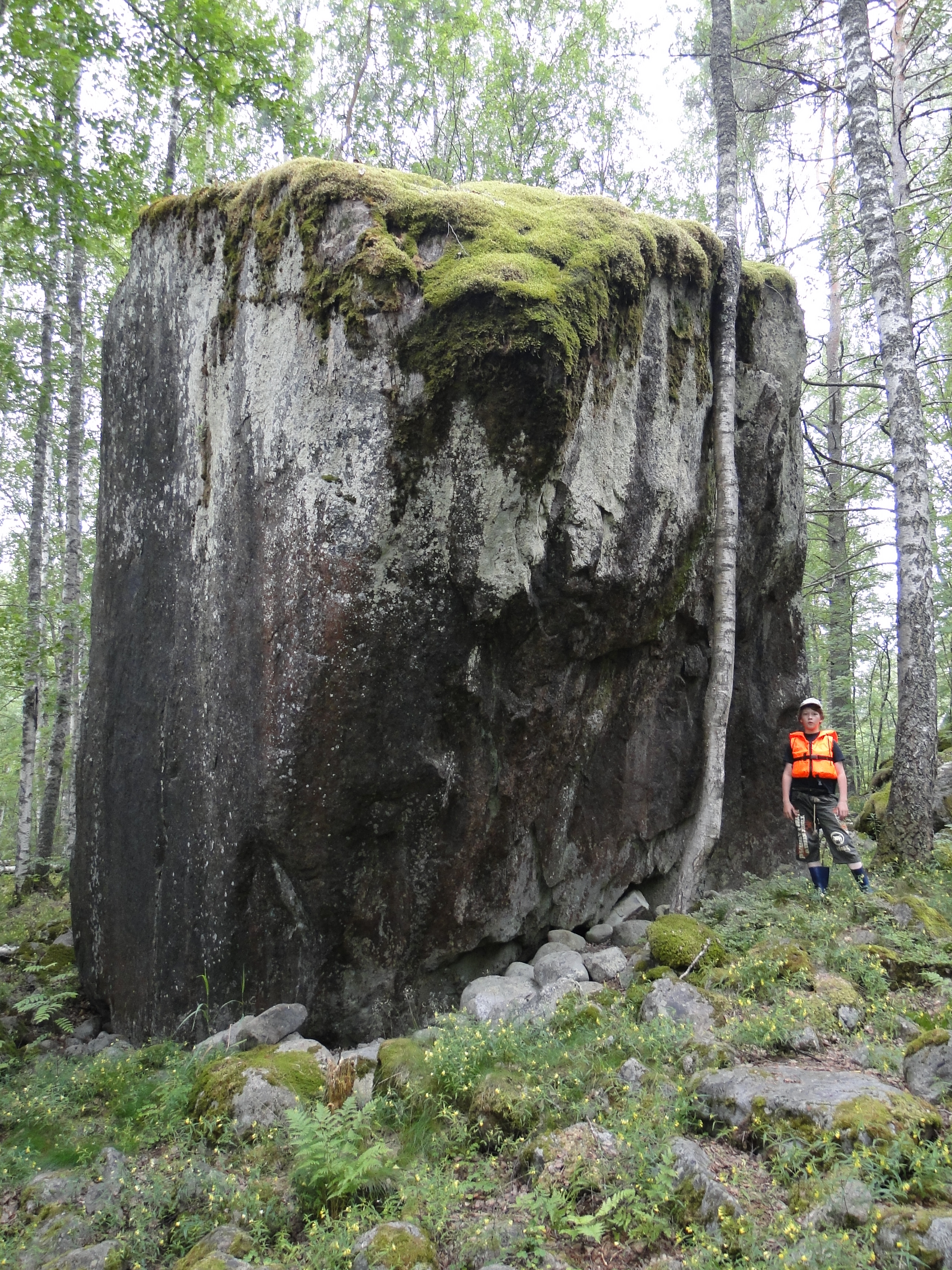
Камень, вероятнее всего, ледникового происхождения, обычно ошибочно называемый мегалитом[6], в 100 м к северу от Тиверского городища.
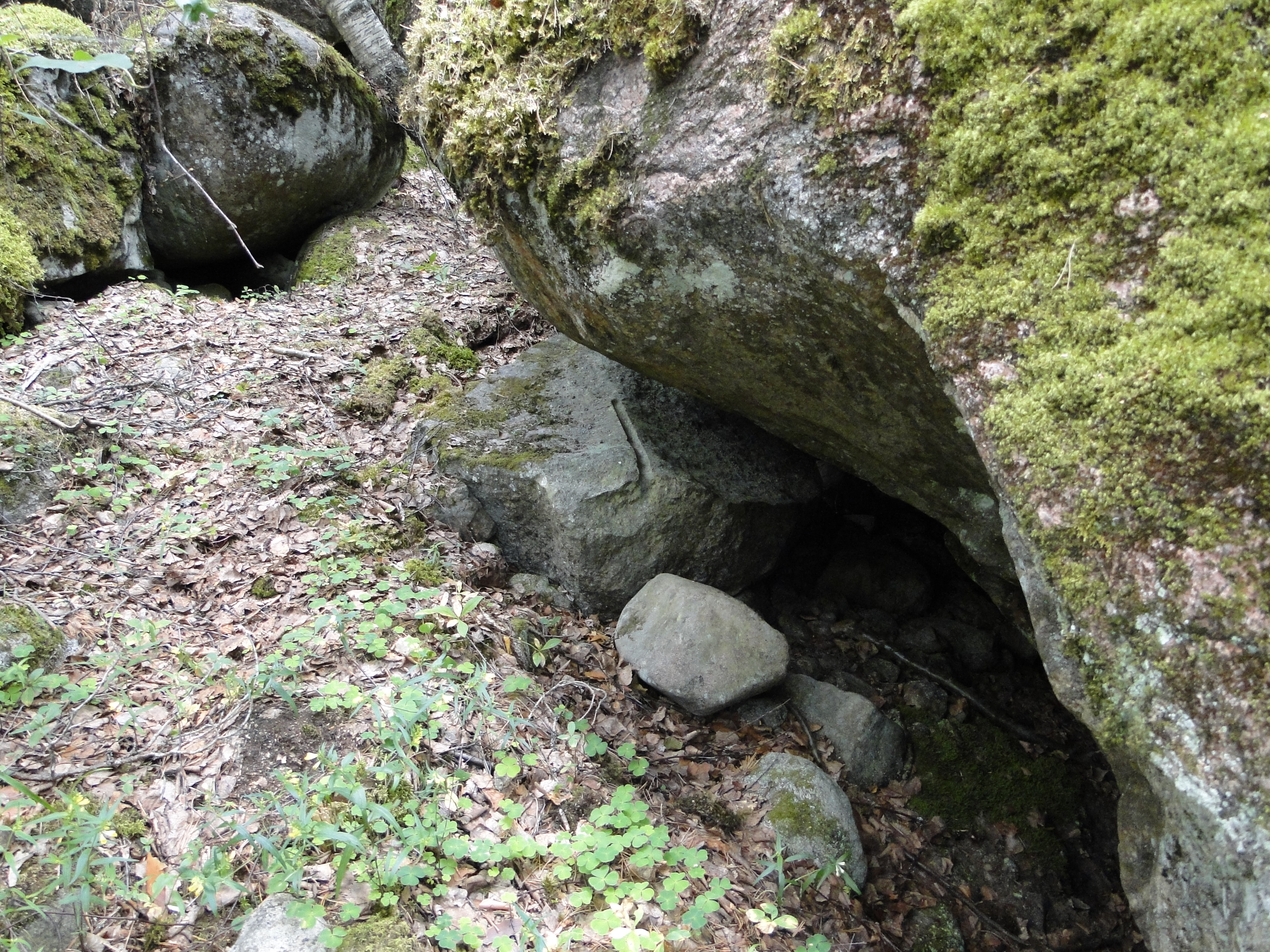
Нагромождение камней ледникового происхождения, часто ошибочно описываемых как мегалиты[6].
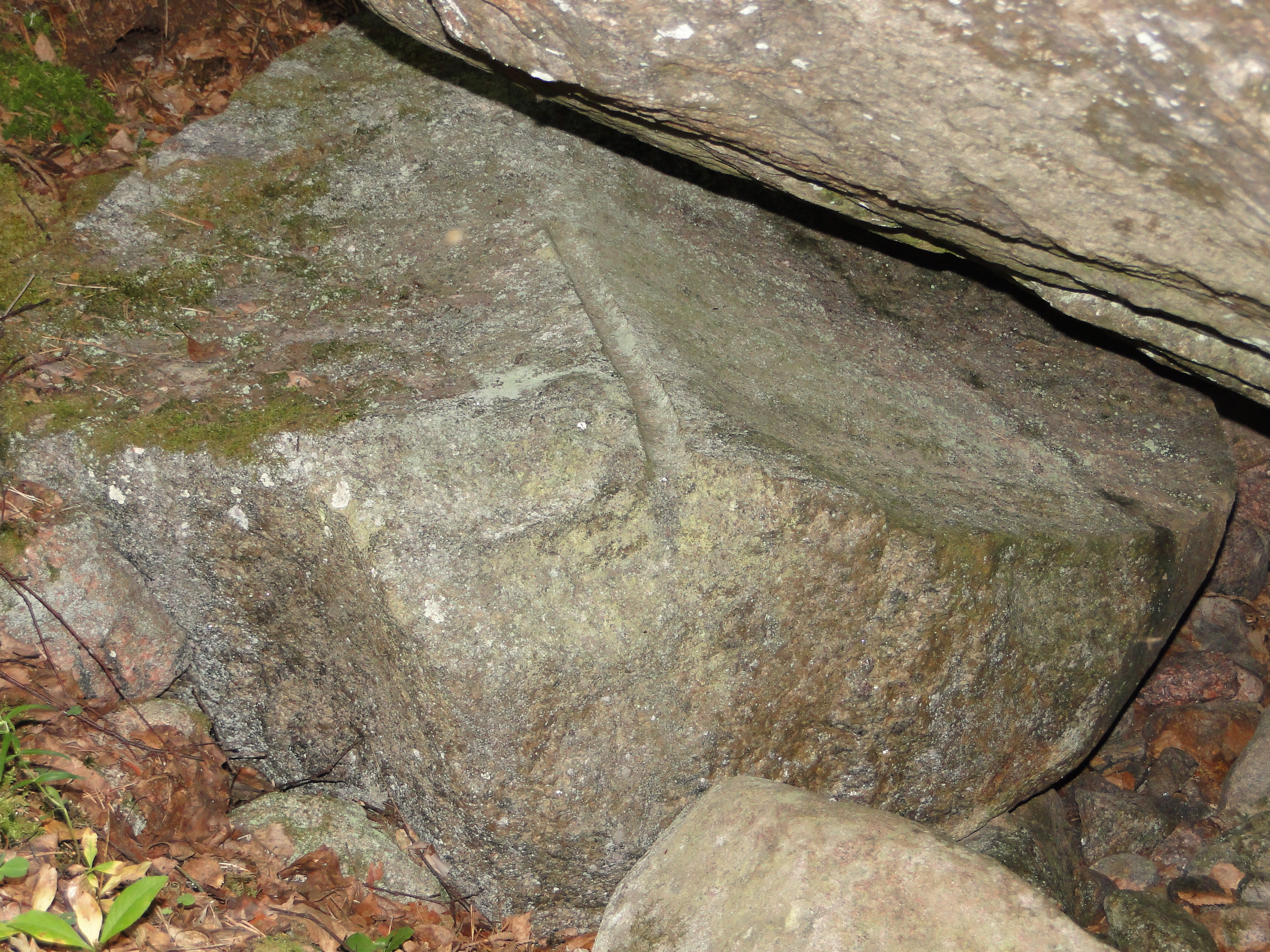
Камень со следами сверления[источник не указан 2787 дней].
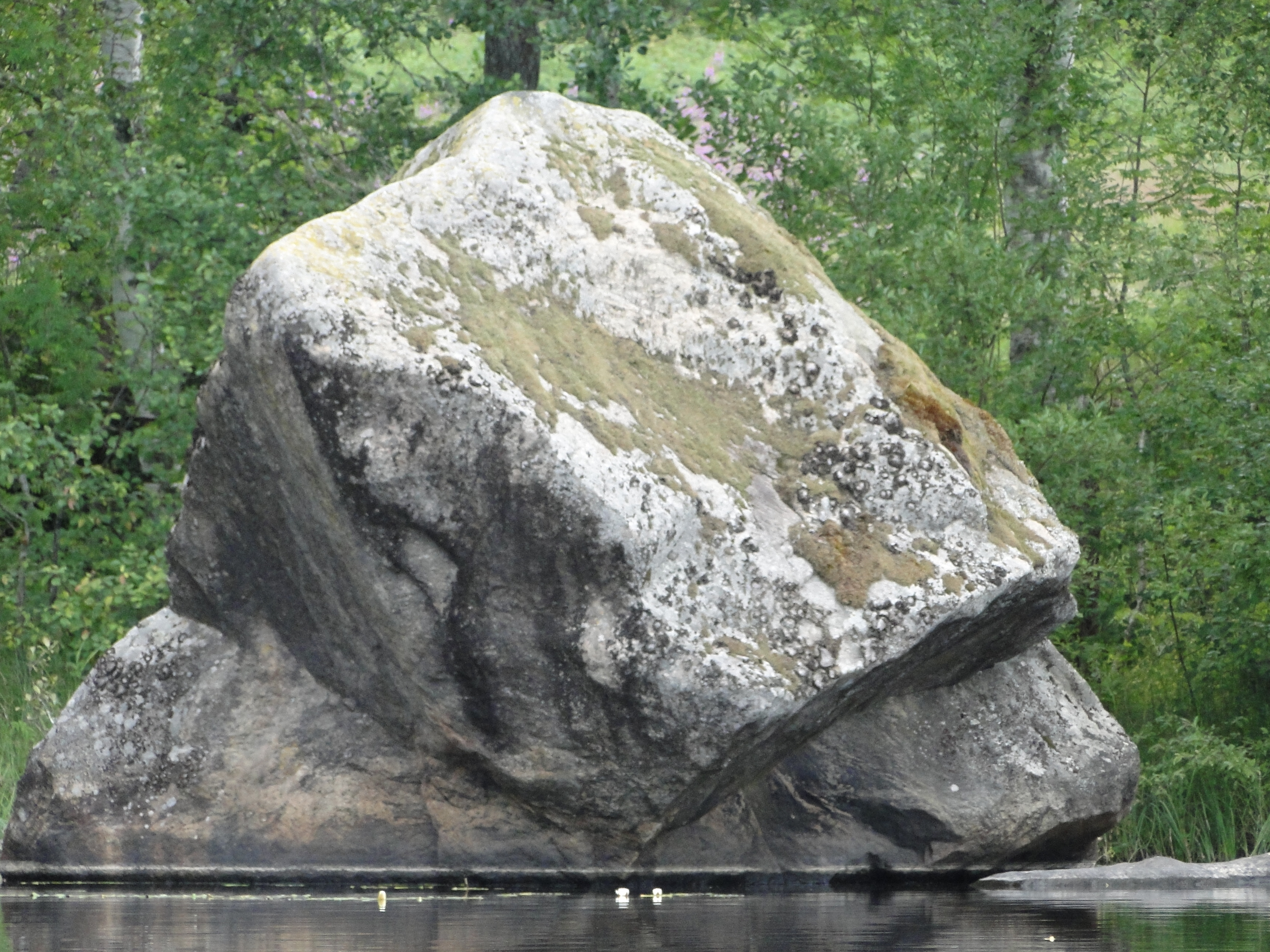
Камень в реке Вуокса напротив Тиверского городища.

## Результаты археологических исследований

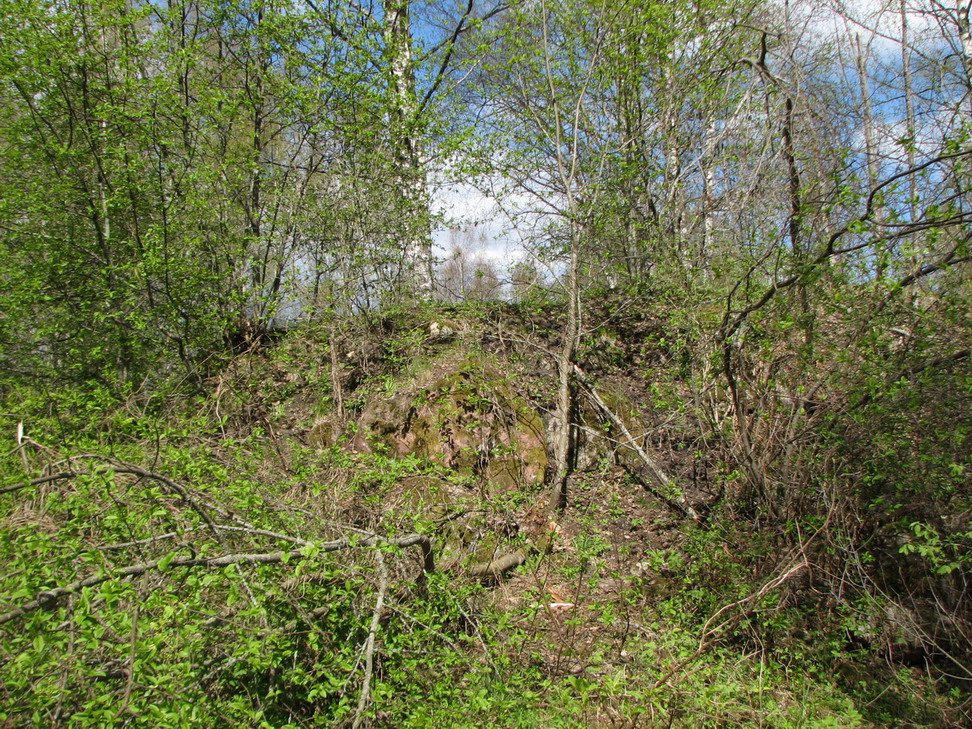
Южный вал снаружи

Археологические раскопки выявили жилые и хозяйственные комплексы, оборонительные сооружения и захоронения погибших защитников крепости. Фундаменты жилищ сложены из мелких, вплотную пригнанных камней, обмазанных глиной. Верхние части домов были деревянными. Дно и стенки очагов тоже делались из мелких камней и находились обычно в северо-западном углу, ближе к входу. Площадь жилищ колебалась от 18–20 до 54 м². Постройки составляли двухрядную цепочку соответственно конфигурации острова, располагаясь в шахматном порядке, и представляли собой оборонительную линию.
Южная часть городища была защищена мощным валом с каменным основанием, засыпанным землёй. Обороне этого участка придавали серьёзное значение: неприятель мог появиться только перед южными укреплениями. Именно в данной части городища находилось почти всё собранное при раскопках оружие. В северной части Тиверского городка, как в более безопасной, была сосредоточена хозяйственная жизнь. Каменная стена, сложенная из валунов, во многих местах сохранила здесь почти первоначальную высоту. В восточной части с внутренней стороны оборонительной стены пристроены три прямоугольные камеры тоже из крупных валунов.

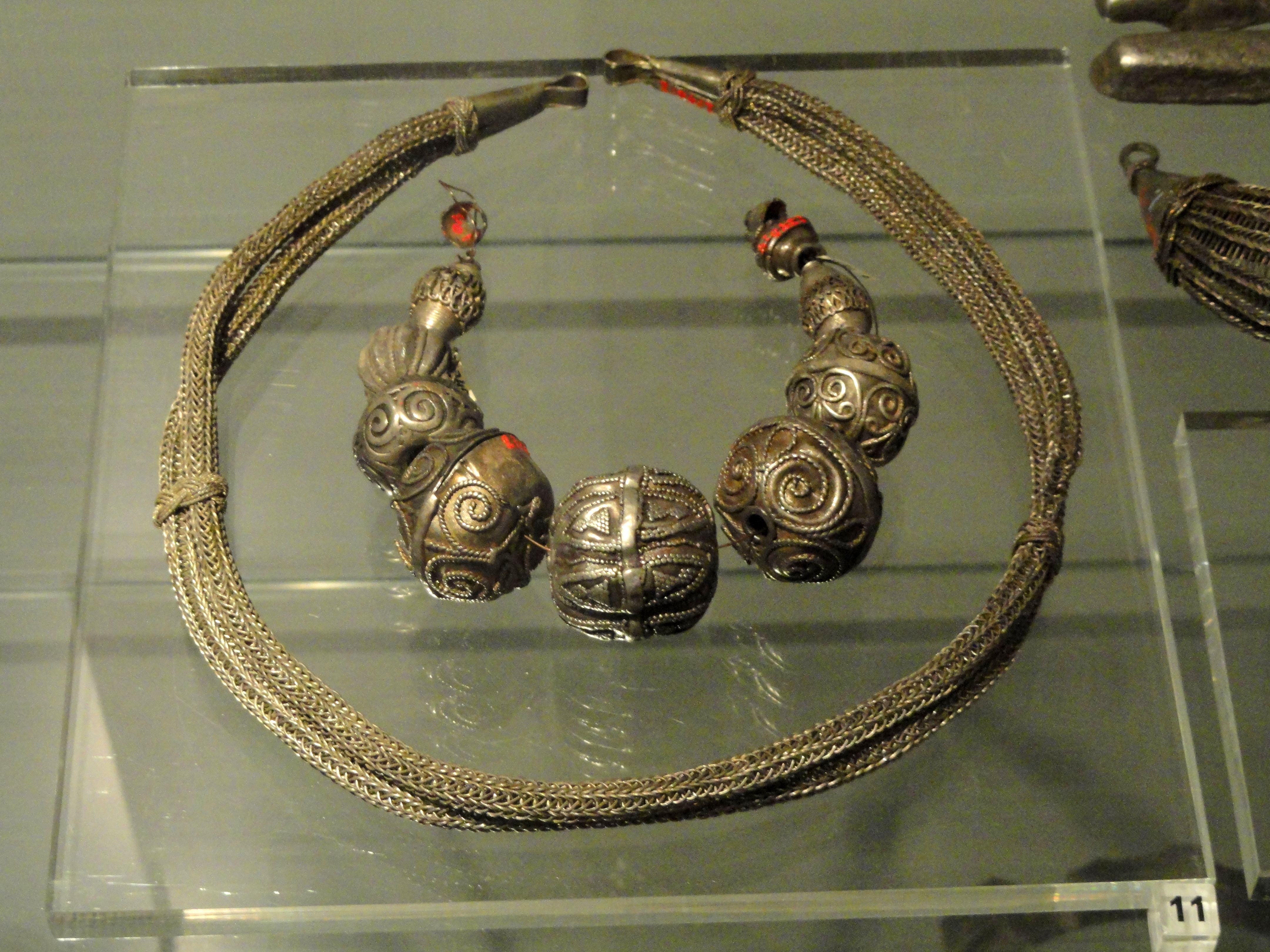
Предметы из клада из Тиверского городища. Национальный музей Финляндии

 В 400 м к северо-западу от городища, в лесу у берега реки, находились квадратные в плане фундаменты из мелких валунов, высотой до 1 м. Скорее всего здесь находился Тиверский посад.
В Национальном музее Финляндии хранятся находки из клада, найденного в Тиуринлинна — Тиверском городище.
В Тиверске керамика группы 2 соответствует посуде типа III из приладожских курганов, а лепные горшки группы 3 тождественны керамике типа II. Лепная керамика приладожской культуры бытует в X — начале XI века. Аналогии трём группам лепных сосудов из раскопок Тиверского городища обнаруживаются в керамике курганов Юго-Восточного Приладожья, в посуде Новгородской, Ленинградской, Псковской и Вологодской областей. Орнаментированный горшок с подправкой на круге группы 3 похож на раннегончарный сосуд из Шугозеро X—XI веков. Керамика первых двух групп соответствует посуде типа 1 в Старой Ладоге, бытовавшей период со второй половины IX до первой половины XI века. Горшкам групп 1, 2 и 3 имеются аналогии в горизонтах Рюрикового Городища, датирующихся второй половиной IX — началом X века. Горшки группы 2 схожи с керамикой типа Ш-2 и сосудами  вида 3-А типа III из 27 яруса Неревского раскопа (972—989 годы) и нижележащих слоёв. Горшки группы 3 тождественны новгородским сосудам типа VI-А из 26 яруса (989—106 годы) Неревского раскопа и ранее, раннегончарный горшок (группа 3) повторяет форму сосудов типа VI-В из 28 яруса (953—972 годы). Несколько обломкам лепной посуды из Тиверска аналогичны фрагментам керамики с орнаментом из Городка на Маяте.